# WrestleMania XXX
WrestleMania XXX fue la trigésima edición de WrestleMania, un evento de pago por visión (PPV) de lucha libre profesional producido por la WWE. Tuvo lugar el 6 de abril de 2014 desde el Mercedes-Benz Superdome en Nueva Orleans, Luisiana. Los temas oficiales del evento fueron «Celebrate» de Kid Rock, «Monster» de Imagine Dragons, «Legacy» de Eminem y «In Time» de Mark Collie. El lema oficial del evento fue «Laissez les bons temps rouler» («Deja que los buenos tiempos sigan» en francés). Fue el primer evento de la WWE simultáneamente transmitido en vivo por la televisión por pago por visión y el nuevo servicio de streaming de la WWE, el WWE Network.
Éste Pay-per-view marcó el inicio de la Reality Era en WWE.
Daniel Bryan derrotó a Triple H en la primera lucha del show principal para clasificar para el Triple threat match en el evento principal, donde derrotó a Batista y al campeón defensor Randy Orton para convertirse en el nuevo Campeón Mundial Peso Pesado de la WWE. El evento también fue notable por la racha de victorias consecutivas de The Undertaker en WrestleMania de 21-0 llegando a su fin con una derrota ante Brock Lesnar. 
WWE reclamó 10.9 millones de dólares en ingresos por entradas para WrestleMania XXX y estimó un impacto económico de 142.2 millones de dólares en Nueva Orleans. El evento recibió críticas muy positivas. SLAM! Wrestling calificó al evento con un 4.5 de 5, mientras que el Professional Wrestling Torch dio al evento 8.75 sobre 10 y The Times-Picayune lo describió como «espectacular».

## Producción
WrestleMania es considerado el evento insignia de la WWE, y ha sido descrito como el Super Bowl del entretenimiento deportivo.
El 18 de febrero de 2013, la WWE anunció que WrestleMania XXX se llevaría a cabo en el Mercedes-Benz Superdome en la ciudad de Nueva Orleans el 6 de abril de 2014. El 12 de agosto, paquetes de viajes para WrestleMania XXX salieron a la venta, que incluían entradas para WrestleMania, alojamiento en habitación de hotel, y otras actividades que incluyen WrestleMania Axxess, la ceremonia del WWE Hall of Fame 2014 y el siguiente Raw; el paquete más barato costó $795 por persona. El 16 de noviembre, las entradas individuales salieron a la venta a través de Ticketmaster, con precios que van desde $ 25 a $ 850. Mientras que ordenar WrestleMania a través de televisión de pago por visión cuesta entre $55 y $70, WWE también ha hecho WrestleMania XXX disponible en vivo a través de su nuevo servicio de streaming en línea WWE Network, que cuesta $9.99 por mes con un contrato de seis meses; WrestleMania XXX fue el primer evento disponible de forma simultánea en pago por visión y en el WWE Network.

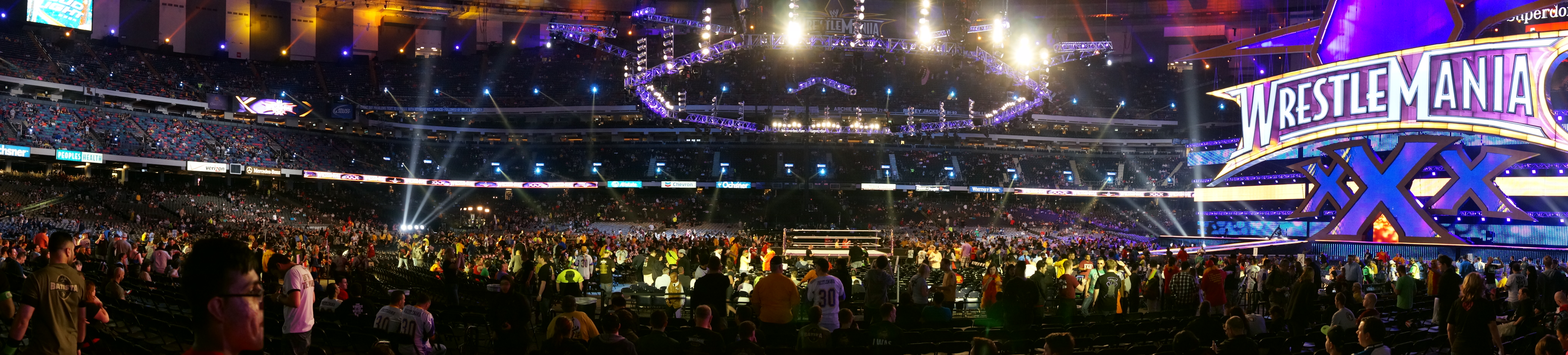
Vista panorámica del evento dentro del Mercedes-Benz Superdome.

El evento fue el primer WrestleMania que tuvo lugar en el estado de Luisiana. Hubo tres canciones oficiales para el evento: «Celebrate» de Kid Rock, «Legacy» de Eminem y «In Time» de Mark Collie. Un cartel promocional para el evento fue lanzado a través de proveedores de pago por visión, como In Demand, con el lema «Laissez les bons temps rouler» («Deja que los buenos tiempos sigan»). La escenografía de WrestleMania fue construida por un equipo de alrededor de 400 trabajadores por más de dos semanas, montando equipamiento llevado por 85 camiones semirremolque.
Después del evento Royal Rumble a finales de enero de 2014, CM Punk legítimamente dejó la WWE mientras estaba todavía bajo contrato y WWE dejó de promoverlo para futuros eventos; lo que el editor del Professional Wrestling Torch Wade Keller analizó que jugó un papel en el viaje a WrestleMania de Daniel Bryan. En mayo de 2014, Bryan reveló en una entrevista que él también creía que la WWE decidió darle el centro de atención en WrestleMania sólo después de la partida de Punk.
Daniel Bryan entró en el evento como el favorito de los corredores de apuestas a salir de WrestleMania como campeón, mientras que el máximo favorito para obtener una victoria fue The Undertaker, al que Forbes respaldó como «lo más cercano a una cosa segura que vas a encontrar».

## Argumento
El camino de ocho meses de Daniel Bryan a WrestleMania comenzó en SummerSlam en agosto de 2013, cuando empezó un feudo con Triple H y Randy Orton. Desde junio, Bryan había sido elogiado como uno de los luchadores de mejor desempeño en la WWE por críticos y veteranos de la industria de la lucha libre profesional, y su ascenso en estatus lo llevó a una oportunidad por el título en SummerSlam. En el evento, Bryan venció a John Cena para ganar su primer Campeonato de la WWE con Triple H como el árbitro especial. Luego de la lucha, Triple H se volvió heel al atacar a Bryan, lo que condujo directamente a Orton usando su contrato Money in the Bank por una oportunidad por el título inmediata. Orton cubrió a Bryan para capturar el Campeonato de la WWE. Después de SummerSlam, Triple H afirmó que fue una «decisión de negocios» el sabotear a Bryan porque no encajaba en el tipo de luchador que la compañía estaba buscando como su campeón; por lo tanto, Triple H y Stephanie McMahon (más tarde conocidos como The Authority) en lugar respaldaron Orton como la «cara de la WWE». En los siguientes meses, Bryan fue saboteado constantemente en sus intentos de obtener y mantener el Campeonato de la WWE. Bryan derrotó a Orton para recuperar el Campeonato de la WWE en Night of Champions, pero debido al árbitro Scott Armstrong haciendo un conteo rápido, Triple H despojó a Bryan del título la noche siguiente en Raw. En Battleground, una lucha entre Bryan y Orton por el título vacante terminó sin ganador cuando Big Show (quien había sido manipulado por The Authority en las semanas previas) atacó a los dos hombres. Bryan desafió una vez más a Orton por el título vacante en Hell in a Cell; Triple H interfirió en la lucha y fue atacado por Bryan, dando como resultado al árbitro especial Shawn Michaels atacando a Bryan, lo que llevó a Orton a capturar el Campeonato de la WWE de nuevo.

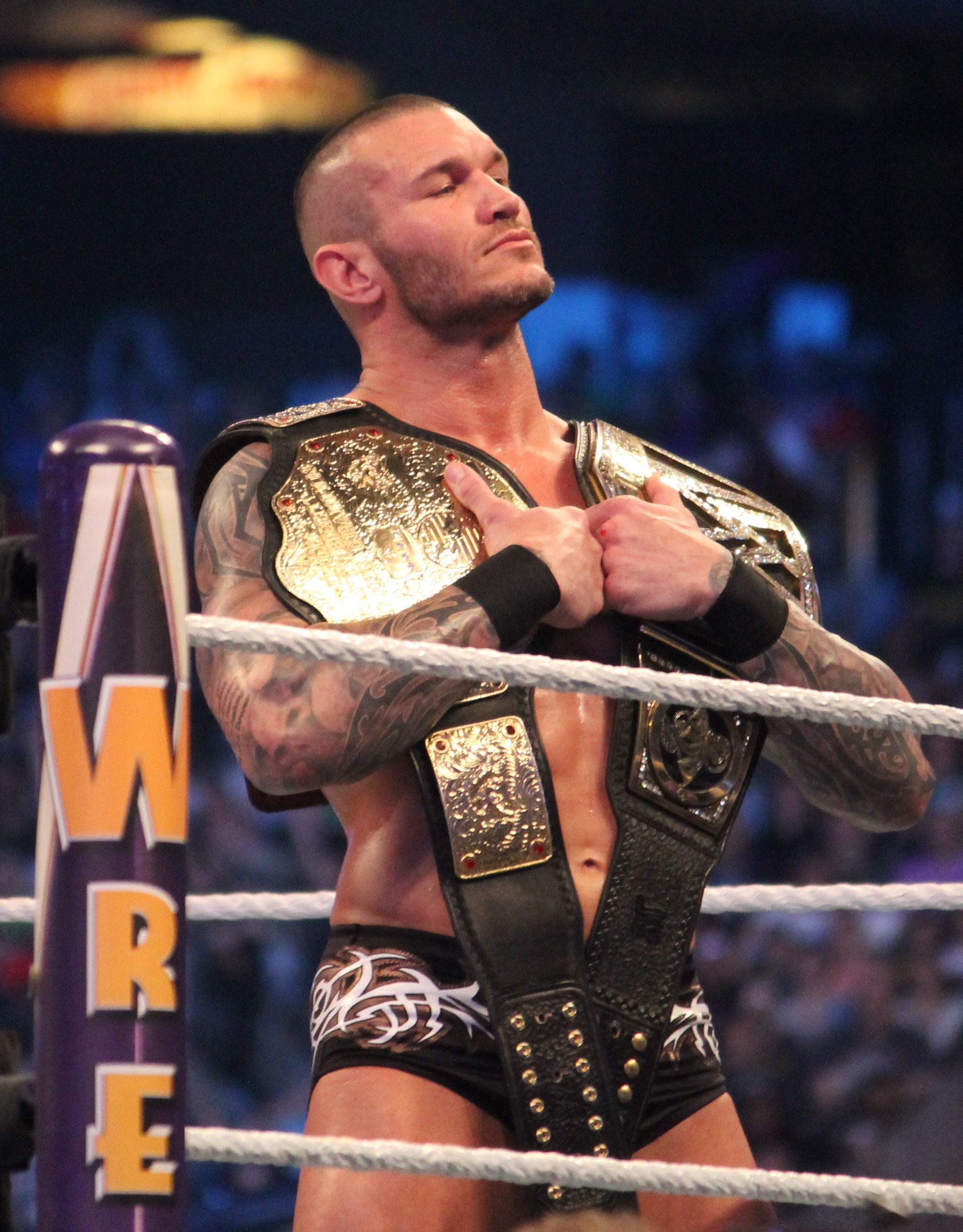
Randy Orton como Campeón Mundial Peso Pesado de la WWE en WrestleMania XXX.

En TLC: Tables, Ladders & Chairs, el campeón de la WWE Randy Orton derrotó al Campeón Mundial Peso Pesado John Cena para unificar los dos títulos en el nuevo Campeonato Mundial Peso Pesado de la WWE. En enero de 2014, Batista regresó a la WWE después de haberla dejado en mayo de 2010, y rápidamente ganó el Royal Rumble match en Royal Rumble por una oportunidad por el Campeonato Mundial Peso Pesado de la WWE en WrestleMania XXX. La victoria de Batista y la no participación en el Royal Rumble match de Daniel Bryan fueron fuertemente abucheadas por la multitud en el evento. En Elimination Chamber, Randy Orton defendió con éxito su campeonato en el Elimination Chamber match para establecer a Orton contra Batista (quien siguió recibiendo una reacción negativa de los fanes en Elimination Chamber, cuando derrotó a Alberto Del Rio) por el Campeonato Mundial Peso Pesado de la WWE en WrestleMania XXX. Daniel Bryan también participó en el Elimination Chamber match, pero fue el último luchador eliminado debido a la interferencia del Director de operaciones Kane, que estaba afiliado a The Authority.
Frustrado por The Authority estando constantemente costándole el Campeonato Mundial Peso Pesado de la WWE, Bryan desafió a Triple H a un combate en WrestleMania XXX. Cuando Triple H se negó al desafío de Bryan, Bryan trajo un gran grupo de fanes en el episodio del 10 de marzo de Raw a «ocupar» el ring y se negaron a salir. Un airado Triple H estuvo de acuerdo con la demanda de Bryan de una lucha en WrestleMania con la condición de que si Bryan ganaba, sería insertado en la lucha por el Campeonato Mundial Peso Pesado de la WWE en el evento. En el episodio del 17 de marzo de Raw, Triple H expresó su frustraciones con Orton y Batista, y luego cambió la estipulación de su propia lucha, garantizando que el ganador entre él y Bryan sería añadido a la lucha por el Campeonato Mundial Peso Pesado de la WWE, asegurando así un Triple Threat match por el título.
En el episodio del 24 de febrero de Raw, Brock Lesnar y su mánager Paul Heyman expresaron sus quejas sobre Lesnar no estando en la lucha por el Campeonato Mundial Peso Pesado de la WWE en WrestleMania. En lugar de ello, The Authority le ofreció a Lesnar un contrato para hacer frente a cualquier otra persona en WrestleMania. Ellos fueron interrumpidos por The Undertaker, quien confrontó a Lesnar. Mientras que Lesnar firmó el contrato para una lucha en WrestleMania con The Undertaker como su oponente, The Undertaker aceptó el desafío de Lesnar apuñalando a Lesnar en la mano con una pluma y aplicándole un chokeslam a través de una mesa. Esto creó una lucha en la que Lesnar intentaría romper la racha invicta de 21-0 de The Undertaker en WrestleMania.
En el evento Royal Rumble, The Wyatt Family, dirigida por Bray Wyatt, le costó a John Cena su lucha contra Randy Orton por el Campeonato Mundial Peso Pesado de la WWE. En el evento Elimination Chamber, The Wyatt Family atacó a Cena durante su Elimination Chamber match por el mismo campeonato, lo que condujo directamente a la eliminación de Cena de la lucha. Wyatt fue motivado por el deseo de poner fin a «esta era de mentiras», comenzando con Cena, porque quería exponer al mundo que Cena siendo un defensor de todo lo que es moral, bueno y correcto era simplemente una ilusión hueca. Demostrando que Cena fuera un fraude arruinaría su legado, pero Wyatt quería ir un paso más allá, convirtiendo a Cena en un «monstruo». En el episodio del 10 de marzo de Raw, Cena emitió a Wyatt un reto para una lucha en WrestleMania, que Wyatt aceptó.

## Resultados
- Pre-Show: The Usos (Jey Uso & Jimmy Uso) derrotaron a The Real Americans (Jack Swagger & Cesaro) (con Zeb Colter), RybAxel (Ryback & Curtis Axel) y Los Matadores (Diego & Fernando) (con El Torito) en un Elimination Match y retuvieron el Campeonato en Parejas de la WWE. (16:13)[45]
  - Swagger forzó a Diego a rendirse con un «Patriot Lock». (6:18)
  - Cesaro cubrió a Ryback después de un «Neutralizer». (12:56)
  - Jey cubrió a Cesaro después de un «Double Splash». (16:13)
  - Después de la lucha, Swagger le aplicó un «Patriot Lock» a Cesaro y este le aplicó un «Cesaro Swing».
  - Esta lucha fue emitida una hora antes del evento, por WWE Network.
- Daniel Bryan derrotó a Triple H (con Stephanie McMahon). (25:58)[46]
  - Bryan cubrió a Triple H después de un  «Running Knee».
  - Como resultado, Bryan fue añadido a la Triple Threat Match por el Campeonato Mundial Peso Pesado de WWE en el evento principal de esa misma noche.
  - Antes de la lucha, en la entrada de Triple H, había tres luchadoras disfrazadas, estas eran Alexa Bliss, Sasha Banks y Charlotte Flair.
  - Después de la lucha, Triple H golpeó el brazo de Bryan con una silla.
- The Shield (Dean Ambrose, Seth Rollins & Roman Reigns) derrotó a Kane & The New Age Outlaws (Road Dogg & Billy Gunn). (2:56)[47]
  - Rollins cubrió a Gunn después de un «Double Triple Powerbomb».
- Cesaro ganó el André the Giant Memorial Battle Royal. (13:25)[48]
  - Cesaro eliminó finalmente a The Big Show, ganando la lucha.
  - Los otros participantes fueron (en orden de eliminación y quien lo eliminó): 1. Yoshi Tatsu (Khali), 2. Brad Maddox (Khali), 3. Brodus Clay (Khali), 4.The Great Khali (McIntyre, Mahal y Slater), 5. Zack Ryder (McIntyre), 6. Darren Young (McIntyre, Mahal y Slater), 7. Drew McIntyre (Henry), 8. Jinder Mahal (Henry), 9. Heath Slater (Henry), 10. Mark Henry (Show), 11. Titus O'Neil (Show), 12. The Miz (Marella), 13. Santino Marella (Del Rio), 14. Xavier Woods (Sandow), 15. Damien Sandow (Rhodes & Goldust), 16. Justin Gabriel (Big E), 17. Big E (Fandango), 18. Fandango (Sheamus), 19. R-Truth (Show), 20. Sin Cara (Del Rio), 21. Tyson Kidd (Del Rio), 22. Goldust (Del Rio), 23. Cody Rhodes (Del Rio), 24. Rey Mysterio (Cesaro), 25. Kofi Kingston (Sheamus), 26. Dolph Ziggler (Del Rio), 27. Alberto Del Rio (Sheamus), 28. Sheamus (Del Rio).
  - Originalmente Christian iba estar en la batalla real, pero no participó debido a una lesión ocurrida días antes.
  - Después de la lucha Cesaro y Show se dieron la mano en señal de respeto.
  - El Campeonato Intercontinental de Big E no estuvo en juego
- John Cena derrotó a Bray Wyatt (con Luke Harper & Erick Rowan). (22:25)[49]
  - Cena cubrió a Wyatt después de revertir un «Sister Abigail» en un «Attitude Adjustment».
  - Mark Crozer interpretó el tema de entrada de Wyatt al inicio de la lucha.
  - Durante la lucha, Harper & Rowan interfirieron a favor de Wyatt.
- Brock Lesnar (con Paul Heyman) derrotó a The Undertaker. (25:12)[50]
  - Brock Lesnar cubrió a The Undertaker después de tres «F-5».
  - Con esta victoria Brock Lesnar acabó con la racha de imbatibilidad de The Undertaker en Wrestlemania.
- AJ Lee ganó en un 14-Diva Vickie Guerrero Divas Championship Invitational Match y retuvo el Campeonato de Divas. (6:48)[51]
  - Lee forzó a Naomi a rendirse con un «Black Widow».
  - Las otras participantes fueron: Aksana, Alicia Fox, Brie Bella, Cameron, Emma, Eva Marie, Layla, Natalya, Nikki Bella, Rosa Mendes, Summer Rae y Tamina Snuka.
- Daniel Bryan derrotó a Batista y Randy Orton y ganó el Campeonato Mundial Peso Pesado de la WWE. (23:20)[52]
  - Bryan forzó a Batista a rendirse con un «YES! Lock».
  - Durante la lucha, Triple H & Stephanie McMahon interfirieron en contra de Bryan pero fueron atacados por Bryan.
  - Rev Theory interpretó el tema de entrada de Orton al inicio de la lucha.
  - Originalmente, Orton iba a defender el título solamente contra Batista, pero Bryan fue añadido a la lucha luego de vencer previamente a Triple H, convirtiéndola en un Triple Threat Match.
  - Después de la lucha, Brie Bella celebró con Bryan.

## Otros roles
Comentaristas en inglés
- Michael Cole
- John "Bradshaw" Layfield
- Jerry Lawler

Comentaristas en español
- Marcelo Rodríguez
- Carlos Cabrera
- Ricardo Rodríguez

Comentaristas en francés
- Philippe Chereau
- Christophe Agius

Anunciadores
- Justin Roberts
- Lilian García
- Howard Finkel (presentando a los nuevos miembros del Salón de la Fama de la WWE)

Árbitros
- Mike Chioda
- Charles Robinson
- Chad Patton
- John Cone
- Scott Armstrong
- Dan Engler
- Ryan Tran
- Jason Ayers
- Darrick Moore
- Rod Zapata

## Recepción
El evento fue un éxito de crítica y público. En el día del evento, WWE afirmó que el evento había dibujado $10.9 millones de dólares en ingresos por entradas en el Mercedes-Benz Superdome en Nueva Orleans con una cifra de asistencia de 75 167. WWE también afirmó que era el quinto año consecutivo que WrestleMania rompió el registro del evento de entretenimiento más taquillero del lugar de acogida. Dentro de una semana del evento, la WWE y funcionarios de la ciudad de Nueva Orleans declararon a WrestleMania XXX como un gran éxito, con el gerente general de la empresa de gestión de propiedad SMG Alan Freeman declarando que a Nueva Orleans «sin duda le gustaría recibir el evento de nuevo ... toda fecha después de 2018 probablemente está abierta en este momento». WWE más tarde afirmó que WrestleMania XXX tuvo un impacto económico de $142,2 millones de dólares en Nueva Orleans, generado $24.3 millones en impuestos locales y que el 79% de los asistentes eran de fuera de Nueva Orleans. Las cifras eran más altas que las de los dos WrestleManias anteriores.
El día después del evento, WWE reveló que el número inicial de los suscriptores del WWE Network era de 667 287, por lo tanto, ese era el número máximo de personas que podrían haber visto el evento en el WWE Network. La compañía de optimización de ancho de banda Qwilt informó que WrestleMania XXX llevó a la WWE que representar el 6,5% de todo el tráfico de vídeo en línea en América del Norte en ese día, ocupando el tercer lugar por debajo de Netflix y YouTube, pero por encima de Amazon, Hulu y HBO. WrestleMania XXX generó 20 veces más tráfico para el WWE Network que lo que el canal habría tenido en un día normal en el momento. El 15 de abril, la WWE anunció «casi 400 000 compras domésticas de PPV» para el evento, mientras que el WrestleMania del año anterior (antes de la existencia del WWE Network) había generado 1 039 000 compras. En junio de 2014, la WWE informó de 690 000 compras totales procedentes de fuentes tanto nacionales como internacionales.

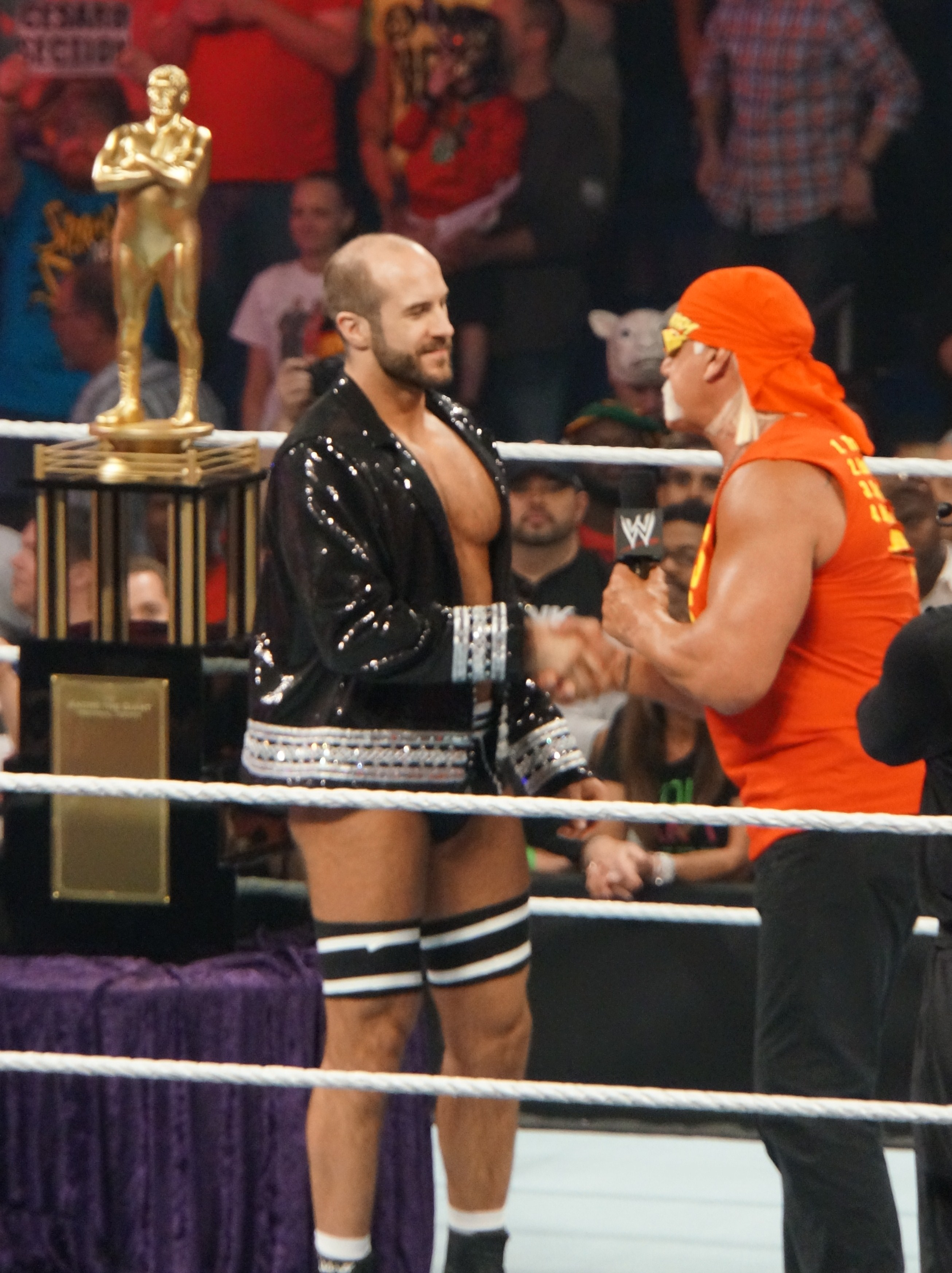
El triunfo de Cesaro en el battle royal fue resaltado por Associated Press. Hulk Hogan más tarde felicitó a Cesaro en el Raw posterior a WrestleMania.

El artículo de Associated Press en WrestleMania XXX se centró en la tarea de anfitrión de Hulk Hogan en el evento, al comentar que «el Hulkster demostró que puede ser anfitrión, 30 años más tarde». Hogan «supervisó el caos para los más de 75 000 aficionados, y muchos más viendo en la televisión ... y vaya escena que fue», en referencia a Cesaro ganando el battle royal en memoria de André the Giant «echando al considerable Big Show sobre la tercera cuerda». La victoria de Brock Lesnar sobre The Undertaker fue descrita simplemente como «la sorpresa de la noche».
The Times-Picayune informó sobre el evento, con la victoria de Daniel Bryan por el Campeonato Mundial Peso Pesado de la WWE siendo presentada en la primera página. Gen Guillot de The Times-Picayune también examinó el evento; describiéndolo como «espectacular» y que «entregó tres momentos memorables, uno para cada X». En cuanto a la escenografía, Guillot escribió que «la escenografía era magnífica, la pirotecnia y la iluminación impecables y la ostentación sin precedentes». Guillot describió el primer momento en que comenzó el espectáculo como «clásico» cuando «las tres estrellas más grandes de la historia de la empresa estaban en el mismo ring»; Hulk Hogan, «el nombre más grande», Stone Cold Steve Austin «la estrella más grande» y The Rock, «el más exitoso». A continuación, Guillot escribió que «el segundo momento indeleble casi detuvo el espectáculo», describiendo el final de la racha de The Undertaker como «la mayor sorpresa final en la historia de WrestleMania y tal vez incluso de la historia de la lucha libre». Por último, el tercer momento que cerró el espectáculo fue «Bryan sosteniendo e izando al unísono los dos campeonatos que representan el Campeonato Mundial Peso Pesado de la WWE, mientras estaba de rodillas en el ring», que Guillot predijo «pasará como uno de los grandes momentos de la historia de WrestleMania».
Nolan Howell de Slam! Wrestling comentó que «WrestleMania XXX trae el comienzo y el final de las épocas». Sus calificaciones de 5 estrellas (*****) para cada lucha son los siguientes; *** para la lucha en el pre-show, ****1/2 para Bryan-HHH, **1/2 para la lucha de The Shield, **3/4 para el battle royal, **** para Cena-Wyatt, ** para Undertaker-Lesnar, 0,75 estrellas para la lucha de las Divas y por último ***3/4 para el evento principal. En general le dio al evento 4,5 estrellas de 5.
Dave Meltzer del Wrestling Observer Newsletter resumió WrestleMania XXX como un «espectáculo muy noticiable por decir lo menos». La primera lucha de Daniel Bryan fue descrita como una larga y técnica, y aunque Meltzer no la consideró «una lucha del año o probablemente incluso de la semana», «era del calibre del evento principal de un PPV». El ataque posterior a la lucha de Triple H a Bryan fue descrita como una historia «muy básica», «pero también es exactamente lo que deberían haber hecho». La segunda lucha de Bryan en el evento principal fue descrita como «muy buena» con un montón de idas y vueltas, mientras que el resultado de la lucha era «otra vez exactamente lo que deberían haber hecho» y «la multitud reaccionó de la manera que se puede esperar». Meltzer pensó que «la gente simplemente no estaba invertida» en la lucha de The Undertaker ya que «nadie creía que Lesnar podría ganar». Mientras tanto, sintió que la salida de The Undertaker «sin duda insinuó un retiro». Para la battle royal, Meltzer señaló la falta de participantes sorpresa. Meltzer también describió el fuerte apoyo de los aficionados para Cesaro.
Justin LaBar del Pittsburgh Tribune-Review resumió WrestleMania XXX como «chocante», pero «uno de los mejores». LaBar comentó que estaba «aburrido» con la lucha de The Undertaker, a la espera de la recta final ya que «Undertaker iba a ganar de todas formas». Cuando Lesnar ganó, LaBar dijo que «nunca había sido parte de un momento más real y emocionalmente impulsado». LaBar también comentó que «Antonio Cesaro está aquí para quedarse» y describió a la WWE como «el máximo maestro de marionetas», porque «Daniel Bryan finalmente gana el título mundial y aun asi no es la noticia más importante de ese evento».

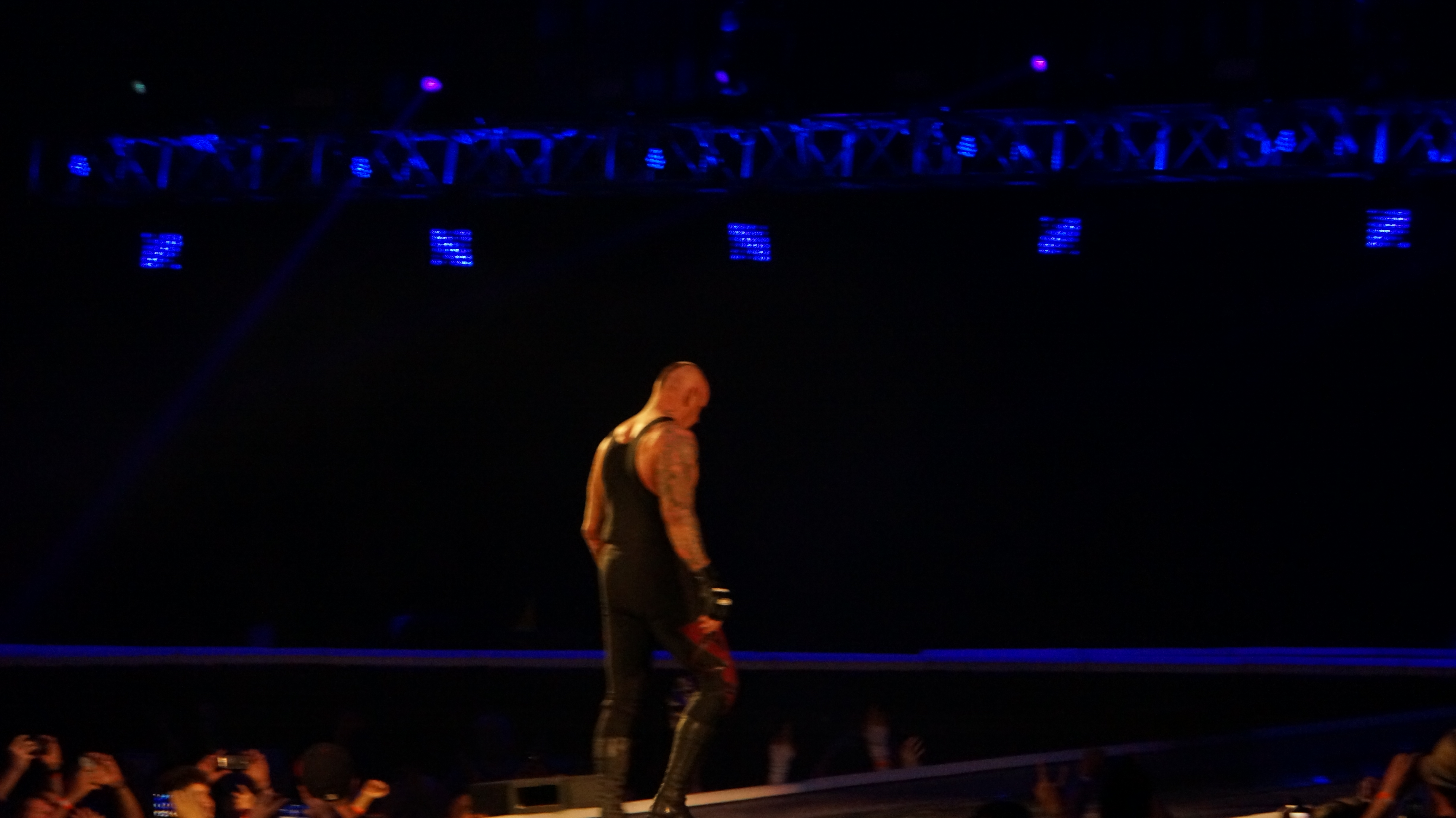
El Professional Wrestling Torch Newsletter describió el final de la racha de The Undertaker como «uno de los momentos más impactantes y tristes de la historia de la WWE».

Benjamin Tucker, del Professional Wrestling Torch Newsletter asistió al evento, y calificó al evento 8,75 sobre 10. Afirmó que WrestleMania XXX «sirvió como un evento destinado a respetar el pasado mientras mira hacia el futuro», al igual que WrestleMania XX, con luchadores como Bryan y Cesaro «siendo exhibidos como el futuro de la WWE». Sin embargo, Tucker señaló que «decir adiós al pasado resultó más difícil de lo que nadie podía imaginar» con el final de la racha de The Undertaker. Dijo que este, y no WrestleMania XXVIII, era el verdadero «fin de una era», pero Tucker no creyó «que podría haber terminado con una nota peor» con más de 15 minutos de «acción lenta e insatisfactoria». Tucker comentó que la falta de promoción antes del evento de que la racha estuviera en peligro lo hacía menos un momento decisivo cuando Lesnar la rompió y más «una acusación sobre quien dio el visto bueno a la decisión de permitir que esto suceda». Sin embargo, «Bryan estaba ahí para salvar el día» con dos luchas bien ejecutadas, haciendo que «la asistencia momentáneamente se olvidara de Taker y apoyara al underdog que finalmente estaba obteniendo su oportunidad de brillar». Tucker alabó la lucha como perfecta, con sus numerosos finales falsos. Para el resto del evento, Tucker comentó que Wyatt «no perdió nada por perder, pero sin duda Cena perdió mucho por ganar. El hombre no muestra debilidad». Tucker también señaló que el segmento que implicó a Hogan, Austin y The Rock era «sin sentido, surrealista y muy divertido». Tucker concluyó diciendo que el evento era «fácilmente uno de los mejores Manias de los últimos diez años» y que «el futuro sin duda se ve brillante. Si sólo pudiéramos haber dicho nuestras despedidas correctamente».

## Consecuencias

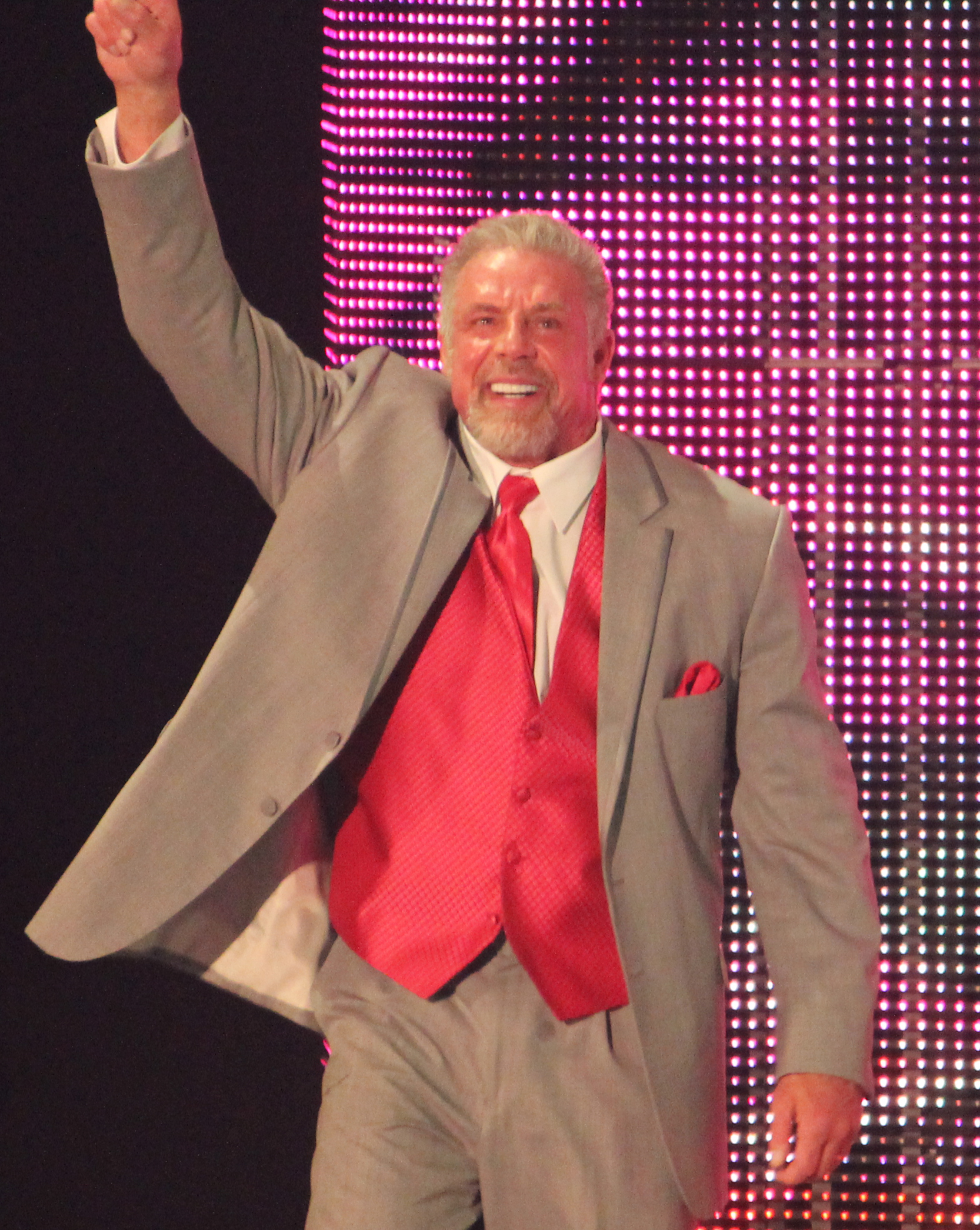
La última aparición pública de The Ultimate Warrior en el Raw posterior a Wrestlemania el 7 de abril de 2014, el día antes de su muerte.

La primera aparición de The Ultimate Warrior en WrestleMania desde WrestleMania XII, encabezando la presentación de los miembros del Salón de la Fama 2014, sería su última. El 8 de abril, el día después de haber hecho su última aparición pública en Raw para dirigirse a los fanes, Warrior murió súbitamente a los 54 años de edad en Arizona. WWE rindió homenaje a Warrior en el episodio del 14 de abril de Raw.
Se reportó que The Undertaker fue llevado desde el Superdome en una ambulancia, lo que la WWE confirmó más tarde se debía a que sufrió una «severa conmoción cerebral»; fue dado de alta al día siguiente. En mayo de 2014, Shawn Michaels dijo que Vince McMahon tomó la decisión final de poner fin a la racha de The Undertaker cerca de cuatro horas antes de WrestleMania XXX. McMahon confirmó en diciembre de 2014 que en verdad fue él quien tomó la decisión final y que The Undertaker estuvo inicialmente sorprendido por la decisión. La decisión fue tomada debido a que McMahon pensaba que podría dar más importancia a Brock Lesnar para preparar el siguiente evento WrestleMania. McMahon también dijo que él no vio otros candidatos viables en el roster para llenar el papel de Lesnar en un futuro próximo.

### Corto plazo
Durante el Raw posterior a WrestleMania el 7 de abril, Triple H inmediatamente utilizó su autoridad como Jefe de operaciones de la WWE para concederse a sí mismo un combate por el título contra el campeón Mundial Peso Pesado de la WWE Daniel Bryan más tarde esa noche. Cuando Stephanie McMahon trató de persuadir a Randy Orton, Batista, Kane, y The Shield de ayudar a Triple H en su combate por el título, Kane inadvertidamente reveló que Triple H fue el cerebro detrás del ataque contra The Shield en SmackDown el mes anterior. Como resultado, Bryan fue atacado por Orton, Batista y Kane justo antes de su combate por el título, que comenzó de todos modos bajo órdenes de Triple H. Sin embargo, el combate por el título terminó sin ganador y con Bryan reteniendo el título cuando The Shield interfirió, atacando y ahuyentando a Triple H, Orton, Batista y Kane.

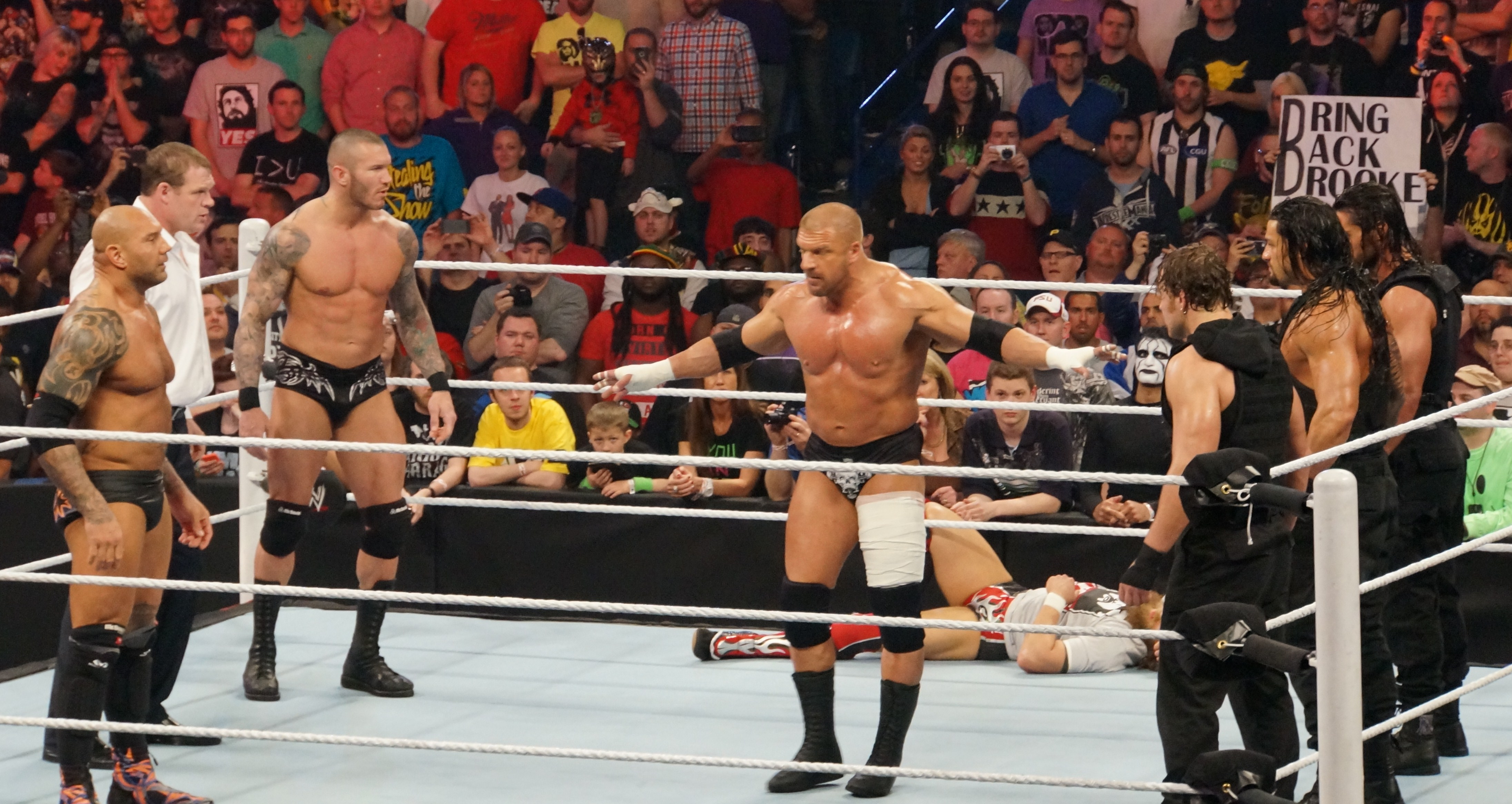
De camino a Extreme Rules, The Shield (derecha) se enfrentaría a Evolution, mientras que Bryan (acostado a un lado del ring) defendería su título contra Kane (con camisa blanca).

La semana siguiente, Triple H, Orton y Batista reformaron Evolution para enfrentar a The Shield. Mientras tanto, Stephanie McMahon convenció a Kane para volver a su persona enmascarada; Kane cumplió y se le concedió un futuro combate por el título contra Bryan, y procedió a llevar a cabo ataques contra Bryan y su esposa, Brie Bella. En el evento Extreme Rules, The Shield derrotaron a Evolution mientras que Bryan derrotó a Kane en un Extreme Rules match.
John Cena continuó su feudo con Bray Wyatt sobre Wyatt capturando a los fanes de Cena. En Extreme Rules, Wyatt derrotó a Cena en un Steel Cage match, tras interferencia del resto de The Wyatt Family y un niño demoníaco.
Cesaro fue felicitado por Hulk Hogan en el Raw posterior a WrestleMania, quien le otorgó el trofeo del battle royal en memoria de André the Giant. Cesaro entonces reveló que tenía un nuevo mánager, Paul Heyman, que sustituiría a Zeb Colter. Esto le valió a Cesaro un ataque de su excompañero de equipo Jack Swagger, quien destruyó el trofeo de Cesaro. Swagger después le costó a Cesaro su lucha contra Rob Van Dam en las semifinales del torneo por el contendiente al Campeonato Intercontinental, mientras que Van Dam más tarde perdió en la final del torneo debido a la interferencia de Cesaro. En Extreme Rules, Cesaro derrotó a Swagger y a Van Dam en un Elimination match.
En el Raw posterior a WrestleMania, mientras la Campeona de Divas AJ Lee celebró su exitosa defensa del título en WrestleMania, la Campeona Femenina de NXT Paige hizo su debut en el roster principal felicitando a AJ en su victoria. AJ reaccionó abofeteando a Paige y desafiándola a una lucha inmediata por el Campeonato de Divas, que Paige ganó para capturar el título.

### Largo plazo

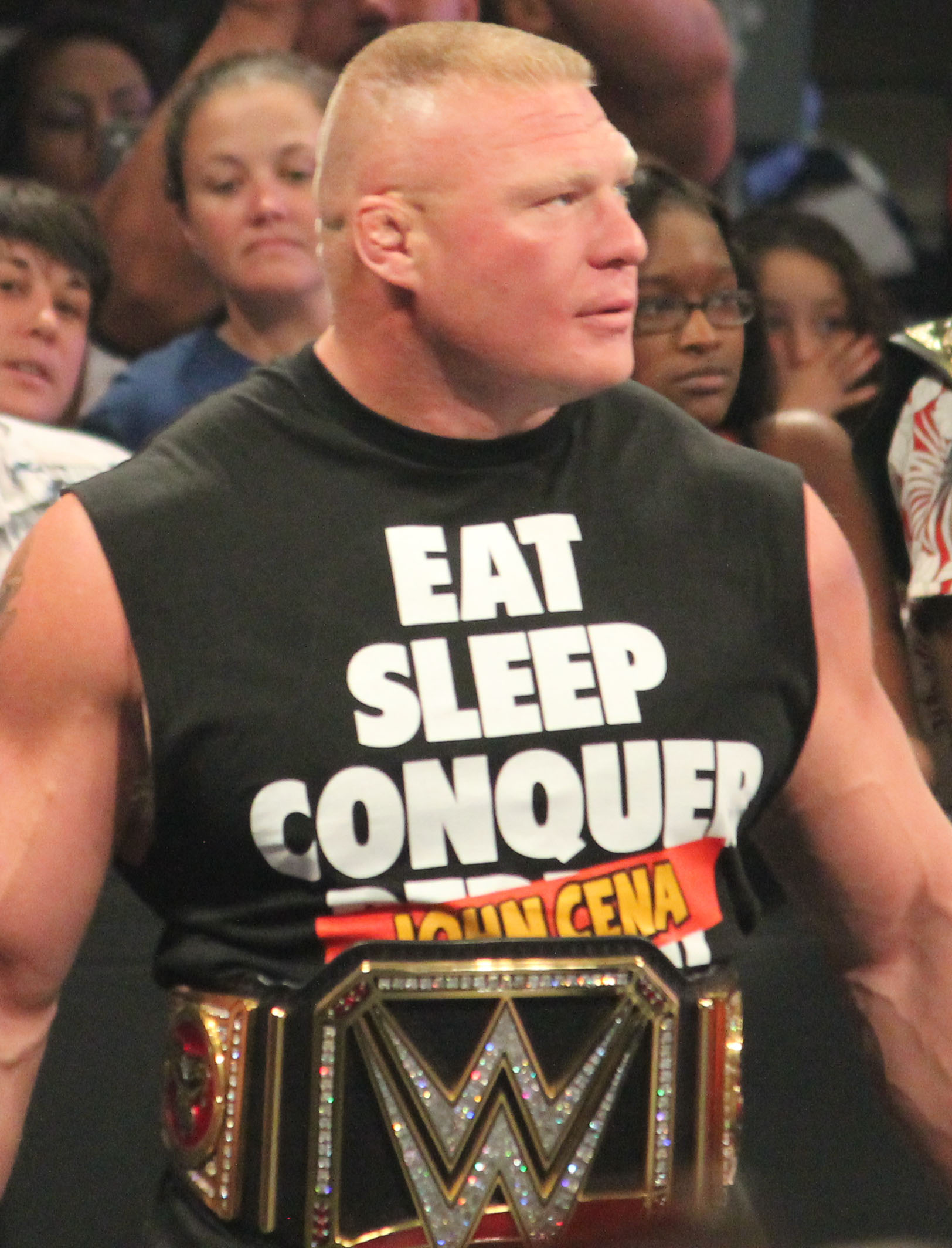
Brock Lesnar se convirtió en Campeón Mundial Peso Pesado de la WWE en agosto de 2014.

Daniel Bryan anunció el 12 de mayo que, debido a lesiones, requeriría una cirugía de cuello, a la que se sometió el 15 de mayo. Bryan fue despojado del Campeonato Mundial Peso Pesado de la WWE por The Authority el 9 de junio, ya que no se encontraba lo suficientemente saludable para defender su campeonato. Debido a su lesión, Bryan desapareció en gran parte de la televisión en la WWE. El feudo de John Cena con Bray Wyatt culminó con un Last Man Standing match en Payback el 1 de junio, donde Cena ganó la lucha y puso fin al feudo. Cena ganó el Campeonato Mundial Peso Pesado de la WWE vacante en Money in the Bank el 29 de junio. Brock Lesnar regresó el 21 de julio y procedió a derrotar decisivamente a Cena en SummerSlam para capturar el Campeonato Mundial Peso Pesado de la WWE.
En Payback, The Shield terminó su feudo con Evolution derrotándolos en un No Holds Barred Elimination match. En el siguiente episodio de Raw el 2 de junio, Batista abandonó la WWE después que Triple H, en su deseo de continuar su feudo con The Shield, se negó a conceder a Batista una lucha por el Campeonato Mundial Peso Pesado de la WWE. Más tarde esa noche, Seth Rollins traicionó a sus compañeros de equipo de The Shield y se alió con The Authority de Triple H, llegando a ganar el maletín Money in the Bank. Los miembros restantes de The Shield, Dean Ambrose y Roman Reigns, irían cada uno por su lado antes de finales de junio. Cesaro terminó su asociación con Paul Heyman en julio en la noche del regreso de Brock Lesnar. Para entonces, Cesaro no había podido ganar luchas por el Campeonato Mundial Peso Pesado de la WWE, el Campeonato Intercontinental y el Campeonato de los Estados Unidos.
En Night of Champions en septiembre de 2014, el reinado de campeones en parejas de The Usos terminó a manos de Gold & Stardust. También en el evento, AJ Lee se convirtió en Campeona de Divas por tercera vez al capturar el título de Paige. Paige y AJ se habían intercambiado el Campeonato de Divas dos veces después de WrestleMania, primero en el episodio del 30 de junio de Raw y luego en SummerSlam.
En enero de 2015, Daniel Bryan regresó al ring ya recuperado de su lesión. Ese mes en el evento Royal Rumble, Brock Lesnar retuvo su título en un Triple threat match contra John Cena y Seth Rollins; el retorno de The New Age Outlaws al ring los vio perder ante The Ascension, mientras que Roman Reigns ganó el Royal Rumble match, ganando una oportunidad por el Campeonato Mundial Peso Pesado de la WWE en WrestleMania. La audiencia abucheó la victoria de Reigns y la temprana eliminación de Bryan de la lucha. En febrero, Reigns derrotó a Bryan en Fastlane para retener su oportunidad por el Campeonato Mundial Peso Pesado de la WWE en WrestleMania contra Lesnar, mientras que Cesaro y Tyson Kidd ganaron el Campeonato en Parejas de The Usos.

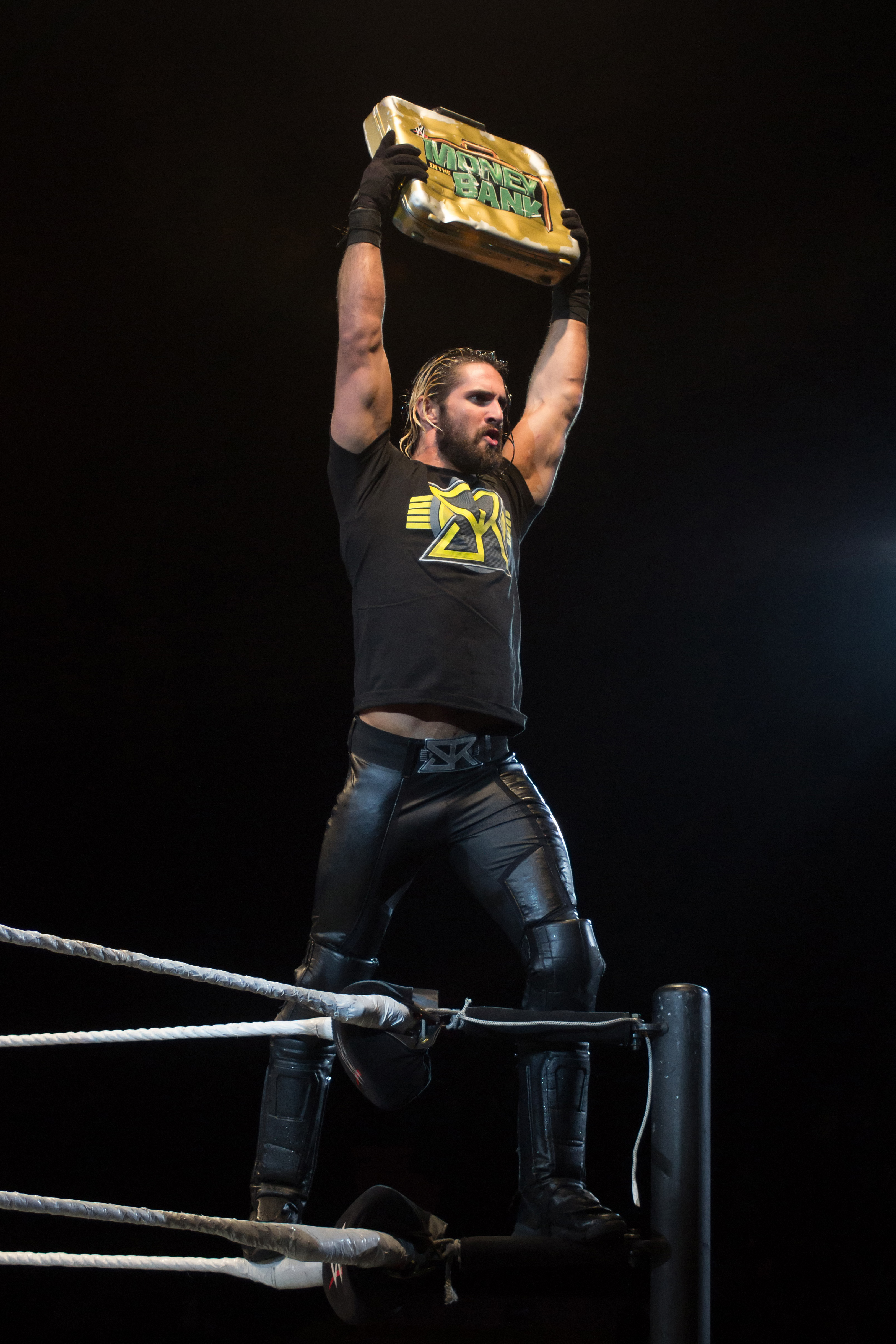
En marzo de 2015, Seth Rollins cobró su contrato Money in the Bank para salir de WrestleMania 31 como Campeón Mundial Peso Pesado de la WWE.

En WrestleMania 31 el 29 de marzo de 2015, en el pre-show, Cesaro y Tyson Kidd defendieron con éxito los Campeonatos en Parejas, mientras que Big Show ganó el segundo battle royal en memoria de André the Giant. Daniel Bryan luchó en el primer partido de pago por visión, una lucha de escaleras de siete hombres, y ganó el Campeonato Intercontinental de Bad News Barrett. A continuación, Seth Rollins perdió su lucha contra Randy Orton, y Triple H derrotó a Sting. Una lucha en parejas siguió en la que AJ Lee se unió a Paige para derrotar a The Bella Twins. A continuación, Cena anotó otra victoria en WrestleMania, esta vez derrotando a Rusev, para ganar el Campeonato de los Estados Unidos. En la penúltima lucha, The Undertaker (en su regreso a la televisión) derrotó a Bray Wyatt. El evento principal comenzó como una lucha individual entre el campeón Brock Lesnar contra el retador Roman Reigns. Durante la lucha, Rollins cobró su contrato Money in the Bank para que sea un Triple threat match; Rollins cubrió a Reigns poco después para capturar el Campeonato Mundial Peso Pesado de la WWE.
The Undertaker reavivó su feudo con Brock Lesnar en Battleground, al atacarlo durante su lucha por el Campeonato Mundial Peso Pesado de la WWE contra Rollins, y luego procedió a derrotar controversialmente a Lesnar en una revancha en SummerSlam. El feudo terminó en Hell in a Cell, con Lesnar derrotando a The Undertaker en un Hell in a Cell match.